# Colonia (gruppo musicale croato)
Colonia è il più popolare gruppo dance croato. Il gruppo è nato nel paese di Vinkovci come frutto della collaborazione tra Boris e Tomislav, conduttori radiofonici e registi, e Ira, la quale cantava per loro nelle pubblicità della radio. Il nome Colonia deriva dall'antico nome romano per Vinkovci, la città nella quale sono cresciuti Boris e Tomislav.
Si sono decisi per la musica dance in quanto Boris e Tomislav hanno lavorato in molti club come DJ per cui conoscevano bene il genere.
Il primo album hanno venduto in 36 000 copie, il secondo in 42, e il terzo ha superato le 60 000 copie.

## Componenti
- Indira (Ira) Vladić (ex Mujkić) sposata Levak, nata il 15.9.1973 a Županja, voce. Lascia il gruppo nel 2017.
- Ivana Lovrić, subentra come voce nel 2017.
- Boris Đurđević, nato il 15.3.1973 a Vinkovci, autore di tutti i testi, tutte le musiche e assieme a Tomislav collabora anche all'arrangiamento.
- Tomislav Jelić (in arte DJ Kameny), nato il 2.5.1973 a Vinkovci, è l'organizzatore dei concerti e collabora nell'arrangiamento.

## Album
- "Vatra i led", (Crno Bijeli Svijet, 1997.)
- "Ritam ljubavi", (Crno Bijeli Svijet, 1999.)
- "Jača nego ikad", (Crno Bijeli Svijet, 2000.)
- "Milijun milja od nigdje", (Croatia Records, 2001.)
- "The best of volume 1", (Croatia Records, 2001.)
- "Oduzimaš mi dah", (maxi) (Croatia Records, 2002.)
- "Izgubljeni svijet", (Croatia Records, 2002.)
- "Svjetla grada", (maxi) (Croatia Records, 2002.)
- "Dolazi oluja", (Croatia Records / Colonia production, 2003.)
- "Običan dan", (maxi) (Croatia Records / Colonia production, 2004.)
- "Najbolje od svega", (Menart Records, 2005.)
- "Gold edition", (Croatia Records / Colonia production, 2005.)
- "Do kraja", (Menart Records, 2006.)
- "Do kraja" , (limited edition) (Menart Records, 2007.)
- "Mirno more" , (promo) (Menart Records, 2008.)
- "Pod sretnom zvijezdom", (Menart Records, 2008.)